# Berlin: Live at St. Ann's Warehouse
Berlin: Live At St. Anns Warehouse è un album dal vivo di Lou Reed, pubblicato nel 2008, tratto dai concerti svoltisi al St. Ann's Warehouse di Brooklyn i giorni 15 e 16 dicembre 2006.
Nella stessa occasione è stato prodotto anche il film omonimo, diretto da Julian Schnabel.

## Tracce
Testi e musica di Lou Reed.
1. Intro - 1:51
2. Berlin - 2:34
3. Lady Day - 4:12
4. Men Of Good Fortune - 6:35
5. Caroline Says (I) - 4:31
6. How Do You Think It Feels? - 5:37
7. Oh, Jim - 8:16
8. Caroline Says (II) - 4:33
9. The Kids - 8:08
10. The Bed - 5:59
11. Sad Song - 8:21
12. Candy Says - 6:04
13. Rock Minuet - 7:18
14. Sweet Jane - 5:31

## Musicisti
- Lou Reed: voce, chitarra
- Steve Hunter: 1^ chitarra
- Fernando Saunders: basso chitarra, sintetizzatore, chitarra, backing voice
- Tony Thunder Smith: batteria, backing voice
- Rupert Christie: tastiere, backing voice
- Rob Wasserman: basso
- Sharon Jones: voce
- Antony Hegarty: voce
- Steven Bernstein: tromba
- Curtis Fowlkes: Trombone
- Paul Shapiro: sax, flauto
- Doug Wieselman: basso clarinetto
- David Gold: viola
- Eyvind Kang: viola
- Jane Scarpantoni: cello
- Brooklyn Youth Chorus: coro